# 接周辞
接周辞（せっしゅうじ）または両面接辞（りょうめんせつじ）とは、接辞の一種であり、語の前後に付いて、語の意味を補ったり、変えたり、品詞を変えたりする形態素をいう。別々の接頭辞と接尾辞だと見なされることもある。
例えばドイツ語では、ge- -t は分詞形を作る接周辞である。動詞 lieben, spielen の場合、分詞形は geliebt, gespielt となる。
一部の分析では、日本語の以下の敬語は接周辞である。
- お- -する
  - 伝える + お- -する = お伝えする
  - 書く + お- -する = お書きする
- お- -になる
  - 飲む + お- -になる = お飲みになる
  - 話す + お- -になる = お話しになる

古語では、禁止を表す「な- -そ」などが接周辞と考えられる。
- な- -そ
  - 来る + な- -そ = なこそ (来るな)
- な- -そね
  - 吠える + な- -そね = な吠えそね (吠えるな)